# Rafael del Riego

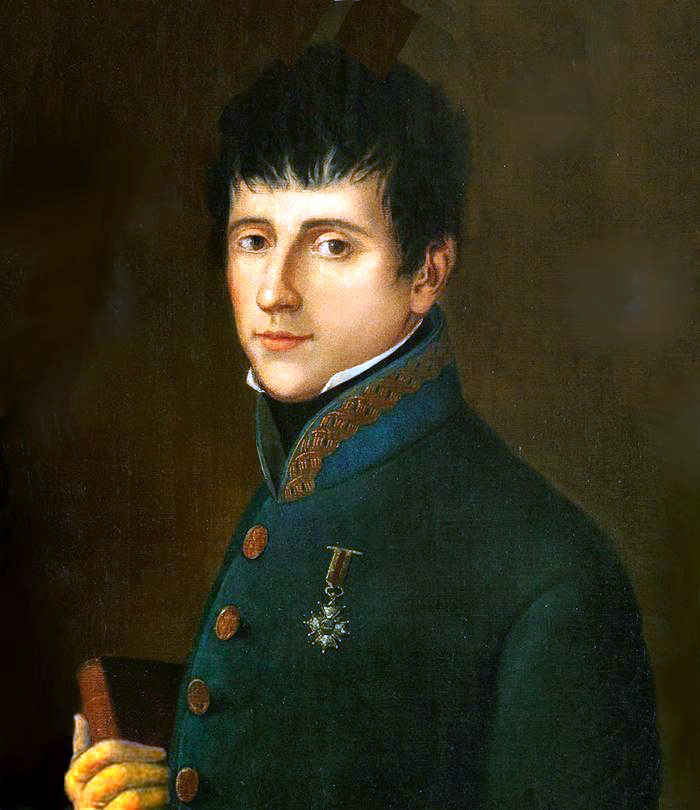
Rafael del Riego

Rafael del Riego y Flórez (Santa María de Tuñas, 9 april 1784 – Madrid, 7 november 1823) was een Spaans generaal en liberaal politicus.
Del Riego werd geboren in Asturië. Zijn geboortedatum is niet zeker; sommige bronnen geven 24 november 1785. Nadat hij in 1807 was afgestudeerd aan de universiteit van Oviedo in 1807, verhuisde hij naar Madrid, waar hij dienst nam bij het leger. In 1808 werd hij tijdens de Spaanse Onafhankelijkheidsoorlog gevangengenomen door de Fransen en opgesloten in het Escorial, waaruit hij vervolgens ontsnapte.
Op 10 november nam hij deel aan de Slag bij Espinosa de los Monteros, waarna hij opnieuw gevangen werd genomen. Drie dagen later werd hij naar Frankrijk gestuurd, en vervolgens werd hij vrijgelaten. Hij reisde door Engeland en de Duitse staten, en keerde in 1814 naar Spanje terug waar hij weer dienst nam bij het leger, dit keer in de rang van luitenant-kolonel.
Gedurende de zes jaar van absolutisme voegde hij zich bij de vrijmetselaars en liberalen in een samenzwering tegen koning Ferdinand VII. In 1819 formeerde de koning tien bataljons die de onafhankelijkheidsbewegingen in Zuid-Amerika moesten bestrijden. Riego nam het commando van het Asturische bataljon op zich. Toen hij echter in Cádiz aankwam, begon hij samen met andere officieren op 1 januari 1820 een muiterij, met als eis het herstel van de constitutie van 1812. Dit conflict werd later bekend als de Spaanse Burgeroorlog van 1820-1823. Riego's troepen trokken door de steden van Andalusië in de hoop een opstand tegen de monarchie te bewerkstelligen, maar de plaatselijke bevolking was voornamelijk onverschillig. In Galicië ontstond echter wel een opstand. Deze verspreidde zich snel door geheel Spanje. Op 7 maart 1820 werd het koninklijk paleis in Madrid omsingeld door soldaten onder bevel van generaal Ballesteros, en op 10 maart stemde de koning in met het herstel van de constitutie.
De nieuwe regering bevorderde Riego tot veldmaarschalk en maakte hem kapitein-generaal van Galicië. Op 8 januari 1821 nam hij het bevel over Aragón op zich, en verhuisde naar Zaragoza.
Op 18 juni van hetzelfde jaar trouwde hij zijn nicht Maria Teresa del Riego y Bustillos. Na een mislukte republikeinse opstand werd hij op 4 september 1821 ten onrechte van republicanisme beschuldigd en gevangengenomen. Zijn populariteit groeide echter en in Madrid werd voor zijn vrijlating gedemonstreerd. In maart 1822 werd hij gekozen in de Cortes, en ten slotte werd hij uit de gevangenis vrijgelaten.
Tijdens het Congres van Verona in december 1822, oordeelde de Heilige Alliantie dat een republikeins Spanje de machtsbalans in Europa zou verstoren. Frankrijk werd uitverkoren om de absolute monarchie opnieuw in Spanje in te voeren. Op 7 april 1823 trok het Franse leger Spanje binnen. Riego nam het bevel over het Derde Leger op zich, en verzette zich zowel tegen de binnenvallende troepen als tegen hun plaatselijke aanhangers.
Maar op 15 september werd hij in het dorp Arquillos (Jaén) verraden, en gevangengenomen. Hij werd naar Madrid overgebracht. Hoewel er algehele amnestie was afgekondigd, bevond de koninklijke rechtbank Riego schuldig aan verraad, omdat hij een van de parlementsleden was geweest die hadden gestemd voor een voorstel om de koning zijn macht te ontnemen.
Op 7 november 1823 werd Rafael del Riego op het Cebadaplein in Madrid opgehangen.
Himno de Riego, een lied dat ter ere van Riego werd geschreven, was het volkslied van de Tweede Spaanse Republiek (1931-1939). Een portret van Riego is te zien in de Cortes.
- Biblioteca Nacional de España: XX1122042
- Bibliothèque nationale de France: cb12819419q (data)
- Catàleg d'autoritats de noms i títols de Catalunya: 981058521621706706
- Gemeinsame Normdatei: 119409836
- International Standard Name Identifier: 0000 0000 8076 5353
- Library of Congress Control Number: n84067142
- Nationale Bibliotheek van Israël: 987007336303005171
- Nederlandse Thesaurus van Auteursnamen: 236616099
- SNAC: w6zs41r7
- Système universitaire de documentation: 072330201
- Trove: 1043630
- Virtual International Authority File: 19805989
- WorldCat: E39PBJgxvp7yhGCXvV7M4Gy68C